# Minkowski (Mondkrater)
Minkowski ist ein Mondkrater in der südlichen Hemisphäre auf der Mondrückseite. 
Der Krater Minkowski liegt im Süden der erdabgewandten Seite, nordnordöstlich von Lemaître und westnordwestlich von Fizeau. Im Nordosten schließt sich Karrer an, im Nordwesten Baldet und im Westen Stoney.
Minkowskis Kraterboden ist relativ eben. Das auffälligste Merkmal ist ein kleinerer Einschlagkrater in der Nähe des Kratermittelpunktes, der Nebenkrater Minkowski S, siehe unten. Die Entstehungszeit des Kraters fällt in die pränektarische Periode.

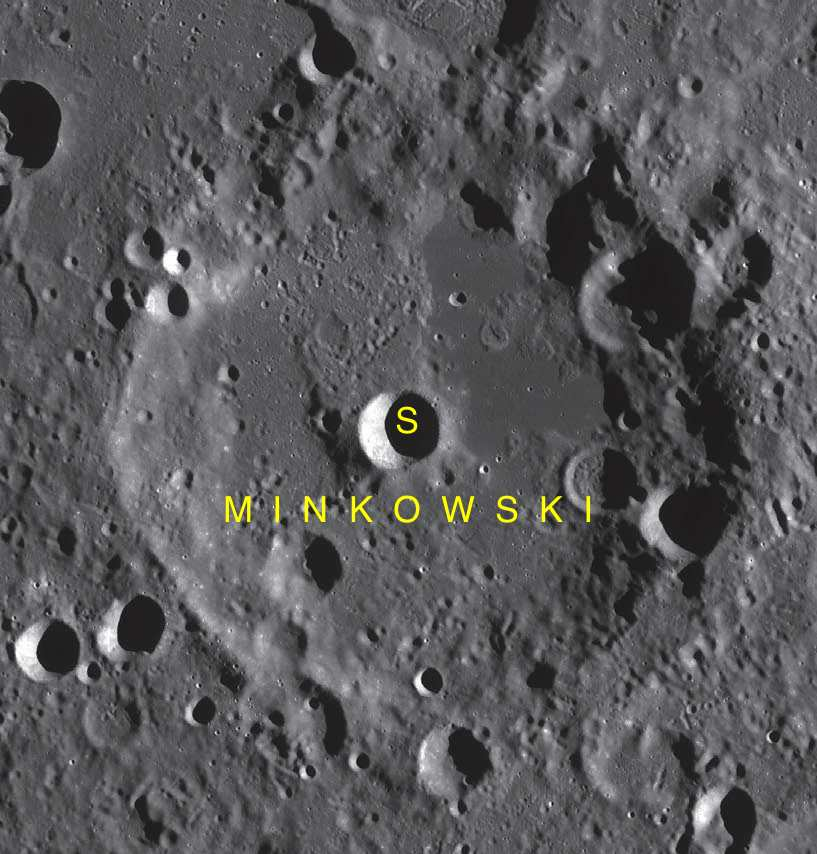
Minkowski mit seinem Nebenkrater

Minkowski hat einen mit S bezeichneten Nebenkrater:
| Buchstabe | Position         | Durchmesser | Link |
| --------- | ---------------- | ----------- | ---- |
| S         | 56,26° S, 146° W | 14 km       |      |

Der Krater wurde 1970 von der IAU offiziell nach dem deutschen Mathematiker und Physiker Hermann Minkowski benannt. Später wurde die Benennung um den Astrophysiker Rudolph Minkowski, Neffe von Hermann Minkowski, erweitert.